# Таракай
Тарака́й (укр. Таракай, крымскотат. Taraqay) — исчезнувшее село в Джанкойском районе Республики Крым, располагавшееся на севере района, примерно в 2,5 километрах к западу-северо-западу от современного села Зелёный Яр.
Первое документальное упоминание села встречается в Камеральном Описании Крыма… 1784 года, судя по которому, в последний период Крымского ханства Талакчи входил в Дип Чонгарский кадылык Карасубазарского каймаканства. После присоединения Крыма к России (8) 19 апреля 1783 года, (8) 19 февраля 1784 года, именным указом Екатерины II сенату, на территории бывшего Крымского Ханства была образована Таврическая область и деревня была приписана к Перекопскому уезду. После Павловских реформ, с 1796 по 1802 год, входила в Перекопский уезд Новороссийской губернии. По новому административному делению, после создания 8 (20) октября 1802 года Таврической губернии, Таракай был включён в состав Биюк-Тузакчинской волости Перекопского уезда.
По Ведомости о всех селениях в Перекопском уезде состоящих с показанием в которой волости сколько числом дворов и душ… от 21 октября 1805 года, согласно которой в деревне Таранай Биюк-Тузакчинской волости Перекопского уезда, числилось 19 дворов и 101 крымский татарин. На военно-топографической карте генерал-майора Мухина 1817 года селение не обозначено. После реформы волостного деления 1829 года Таракой Ишунь, согласно «Ведомости о казённых волостях Таврической губернии 1829 года», остался в составе Тузакчинской волости. На карте 1836 года в деревне 9 дворов, а на карте 1842 года Таракай Уйшунь обозначена условным знаком «малая деревня», то есть, менее 5 дворов. Согласно «Памятной книжке Таврической губернии за 1867 год», деревня Тезеклы Ишунь была покинута жителями в 1860—1864 годах, в результате эмиграции крымских татар, особенно массовой после Крымской войны 1853—1856 годов, в Турцию и оставалась в развалинах. На трехверстовой карте 1865 года Таракай-Уйшунь ещё обозначен, а уже на карте с корректурой 1876 года — безымянные строения с мечетью. В дальнейшем в доступных источниках не встречается.